# Lieuvillers
Lieuvillers település Franciaországban, Oise megyében. Lakosainak száma 708 fő (2022. január 1.). Lieuvillers Angivillers, Cuignières, Erquinvillers, Le Plessier-sur-Saint-Just, Pronleroy, Saint-Remy-en-l’Eau és Valescourt községekkel határos.

## Népesség
A település népességének változása:
| Lakosok száma | 637  | 716  | 723  | 709  | 706  | 705  | 702  | 699  | 708  |
|               | 2013 | 2015 | 2016 | 2017 | 2018 | 2019 | 2020 | 2021 | 2022 |